# Alecanopsis casuarinae
Alecanopsis casuarinae är en insektsart som först beskrevs av William Miles Maskell 1898.  Alecanopsis casuarinae ingår i släktet Alecanopsis och familjen skålsköldlöss. Inga underarter finns listade i Catalogue of Life.